# Ajman Club
Ajman Club is een professionele voetbalclub uit Ajman in de Verenigde Arabische Emiraten.
De club werd in 1974 opgericht en promoveerde in 2009 naar de UAE Liga, de hoogste divisie.

## Erelijst
UAE President Cup winnaar in 1984
Kampioen 2e divisie in 1990, 2008
Kampioen 3e divisie in 1997

## Bekende (oud-)spelers
- William Owusu

### Nederlandse (oud-)spelers
- Anouar El Mhassani
- Iliass Bel Hassani
- Tarik Sektioui

## Trainers
Ajman Club · Al Ain FC · Al Dhafra SCC · Al-Fujairah SC · Al-Ittihad Kalba SC  · Al-Jazira Club · Al-Nasr SC · Al-Wahda FC · Al-Wasl Club · Baniyas SC · Dibba Al-Fujairah Club · Emirates Club · Shabab Al-Ahli Club · Sharjah SC